# Super Terça

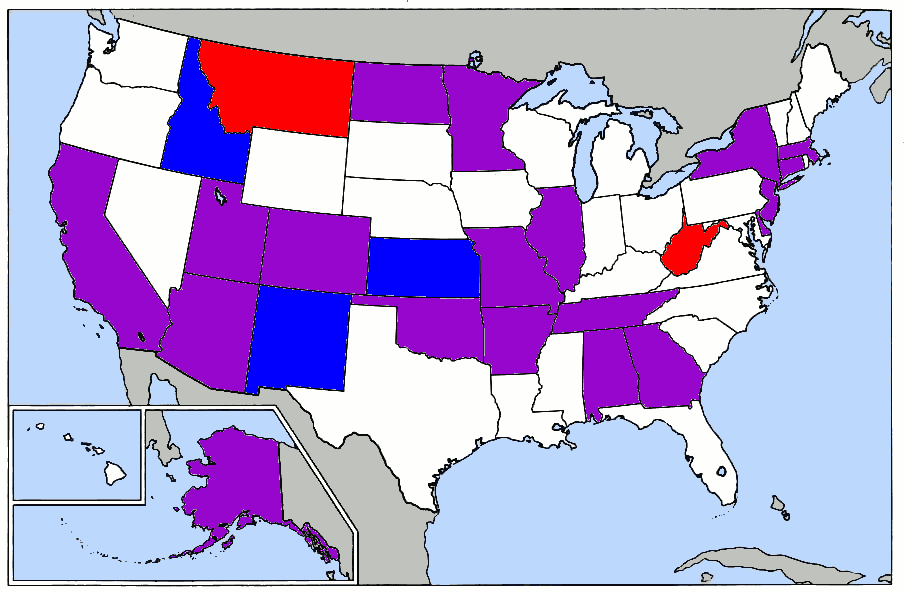
24 estados tiveram eleições primárias ou assembleias na super terça-feira de 2008.Azul: Apenas democratas (3 estados),Vermelho: Apenas republicanos (2),Púrpura: Ambos (19).

Nos Estados Unidos, "Super Terça" (Super Tuesday) refere-se a uma terça-feira que costuma ser em Fevereiro ou Março, em anos de eleições presidenciais. É o dia em que um grande número de estados têm eleições primárias, e o dia em que se elege o maior número de delegados; portanto, é um dia em que realizam eleições muito decisivas nas escolhas dos candidatos de um ou dos dois partidos.
Em alguns estados fazem-se eleições primárias, votando-se directamente em algum delegado; em outros realizam-se caucus. No primeiro caso podem votar eleitores independentes, os quais só podem participar na votação de um partido; no segundo caso, só participam os militantes.
A denominação de "super terça" é usada pelo menos desde 1984:
- Em 1984 Walter Mondale foi eleito pelos democratas para enfrentar o presidente Ronald Reagan.
- Em 1988, Michael Dukakis impôs-se ao reverendo Jesse Jackson e ao jovem senador pelo Tennessee Al Gore.
- Em 1992, depois do fiasco de Dukakis nas presidenciais, surgiu o governador do Arkansas Bill Clinton, que derrotou o antigo senador pelo Massachussets Paul Tsongas.
- Em 1996 foi o campo republicano que teve que eleger candidato, e foi o senador pelo Kansas Bob Dole, que teve como maior rival o populista Pat Buchanan.
- Em 2000, com ambos os partidos à procura de candidatos à Casa Branca, George Walker Bush venceu o senador pelo Arizona John McCain, e o vice-presidente Gore não teve problemas, apesar de no início o desfecho ser indeciso, para derrotar o ex-jogador dos New York Knicks, Bill Bradley.
- Em 2004 o candidato democrata foi John Kerry, que teve que derrotar John Edwards, bem como o antigo governador do Vermont Howard Dean e o general reformado Wesley Clark.
- Em 2008 John McCain vence Mitt Romney e Mike Huckabee no campo republicano e o campo democrata teve uma acirrada disputa entre Hillary Clinton e Barack Obama.
- Em 2012 Mitt Romney vence 6 estados, Rick Santorum 3, Newt Gingrich 1 e Ron Paul nenhum. Houve um total de 410 delegados (17,9% do total), com escolha nos estados da Geórgia (76), Idaho (32), Massachusetts (41), North Dakota (28), Ohio (66), Oklahoma (43), Tennessee (58), Vermont (17) e Virgínia (49), bem com os caucus do Alasca entre 6 e 24 de março.[2]
- Em 2016 Donald Trump vence em 7 estados, Ted Cruz 3, Marco Rubio 1, Ben Carson nenhum e John Kasich nenhum também.